# Cavalo campolina
Campolina é uma raça de cavalo originária do Brasil.

## História
O Cavalo Campolina surgiu e foi selecionado pelo fazendeiro Cassiano Campolina em 1870. Homem rico, inteligente e apaixonado em criar cavalos, Cassiano ficou desgostoso por perder uma cavalhada - famosa representação folclórica da batalha entre mouros e cristãos - na inauguração da Linha Férrea de Queluz, atualmente Conselheiro Lafaiete, em homenagem ao Imperador Dom Pedro II que estava presente.
Campolina, que havia representado um dos cristãos, perdeu pela primeira vez as disputas para os mouros. Reconhecendo a derrota, decidiu então criar cavalos mais altos, fortes e de bom andamento, para obter vantagem na disputa e também para fornecer cavalos de boa qualidade para o exército imperial, para as cavalhadas em geral e para o transporte, puxando carruagens no Rio de Janeiro e servindo também como montaria e para serviços diversos nas fazendas. O Imperador decidiu ajudar Campolina nesta empreitada, enviando-lhe de presente uma égua por nome Medeia, prenha de Andaluz. 
Medeia pariu um potro espetacular, o lendário Monarca, padreador da raça. Durante trinta anos Cassiano Campolina realizou sua seleção, introduzindo nas suas éguas selecionadas da região, além do garanhão Monarca, reprodutores da raça Anglo-Normando, Puro-sangue Inglês e Manga-larga Marchador conforme sua intuição e experiência adquiridas na Fazenda do Tanque em Entre Rios de Minas, vindo a falecer em 1904 antes da desforra. Sua fortuna foi investida na construção do hospital que foi batizado com seu próprio nome, referência em Entre Rios de Minas desde 1910; porém seu trabalho resultara na criação desta raça de cavalo que ganhou reconhecimento internacional.
O legado de Campolina foi complementado, dentre outros, por seu amigo Joaquim Pacheco Resende que, num esforço de mais de setenta anos, formou esta raça única, conhecida como o grande Marchador Brasileiro.

## Padrões da raça
Foram estabelecidos pela Associação Nacional dos Criadores do Cavalo Campolina, fundada em 1951. A partir de 31 de dezembro de 1966 o registro dos animais passou a ser feito em livro fechado - expressão que denota a limitação e seriedade do registro.
O porte nobre, as formas harmoniosas, os traços curvilíneos e uma estrutura óssea muscular que favorece o andamento marchado são as principais características que diferenciam e tornam o Campolina um cavalo único.
Toda essa harmonia é coberta por pelagens de rara beleza, sendo a baia predominante na raça; porém a alazã, castanha, preta, tordilha, branca e pampa também são bastante encontradas, dando ainda mais diversidade e exclusividade à raça Campolina.
A cabeça suavemente convexilínea deve ser proporcional ao pescoço rodado de formato trapezoidal, destacando expressivas orelhas lanceoladas de tamanho médio e bem implantadas. Seus olhos vivos e grandes, suas crinas fartas e sedosas e sua garupa ampla e longa, suavemente inclinada também fazem que o Campolina seja reconhecido e marque presença por onde quer que passe.
Seu padrão racial faz do Campolina o maior marchador brasileiro, tornando-o a primeira escolha para cavaleiros que apreciam uma montaria acima da média; além de ser muito procurado para o uso na lida com o gado pelo seu tamanho e força.
A altura ideal para os machos é de 1,58 m e para as fêmeas 1,52 m; no entanto podem medir no máximo até 1,75 m de altura.

## Galeria de fotos

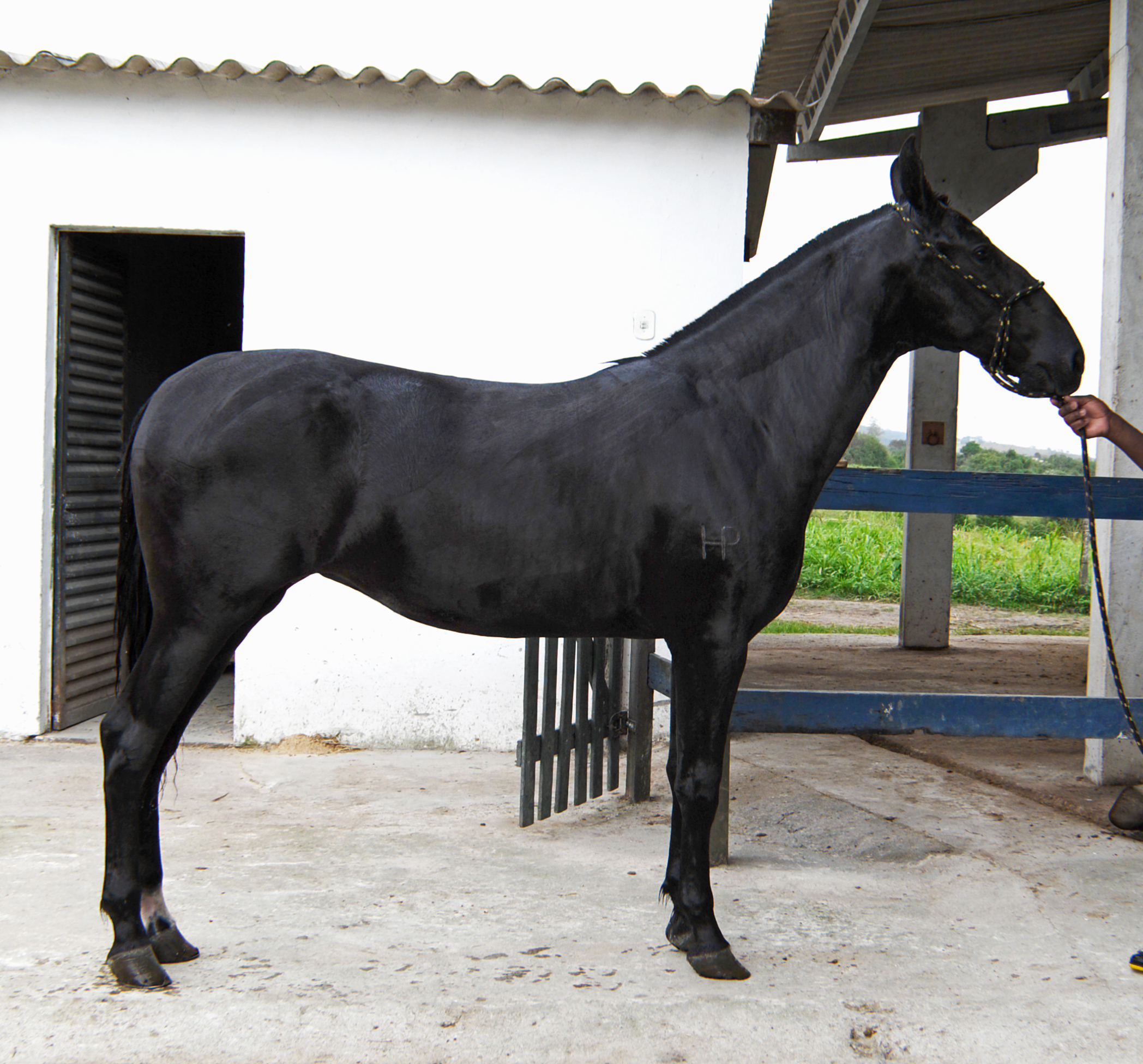
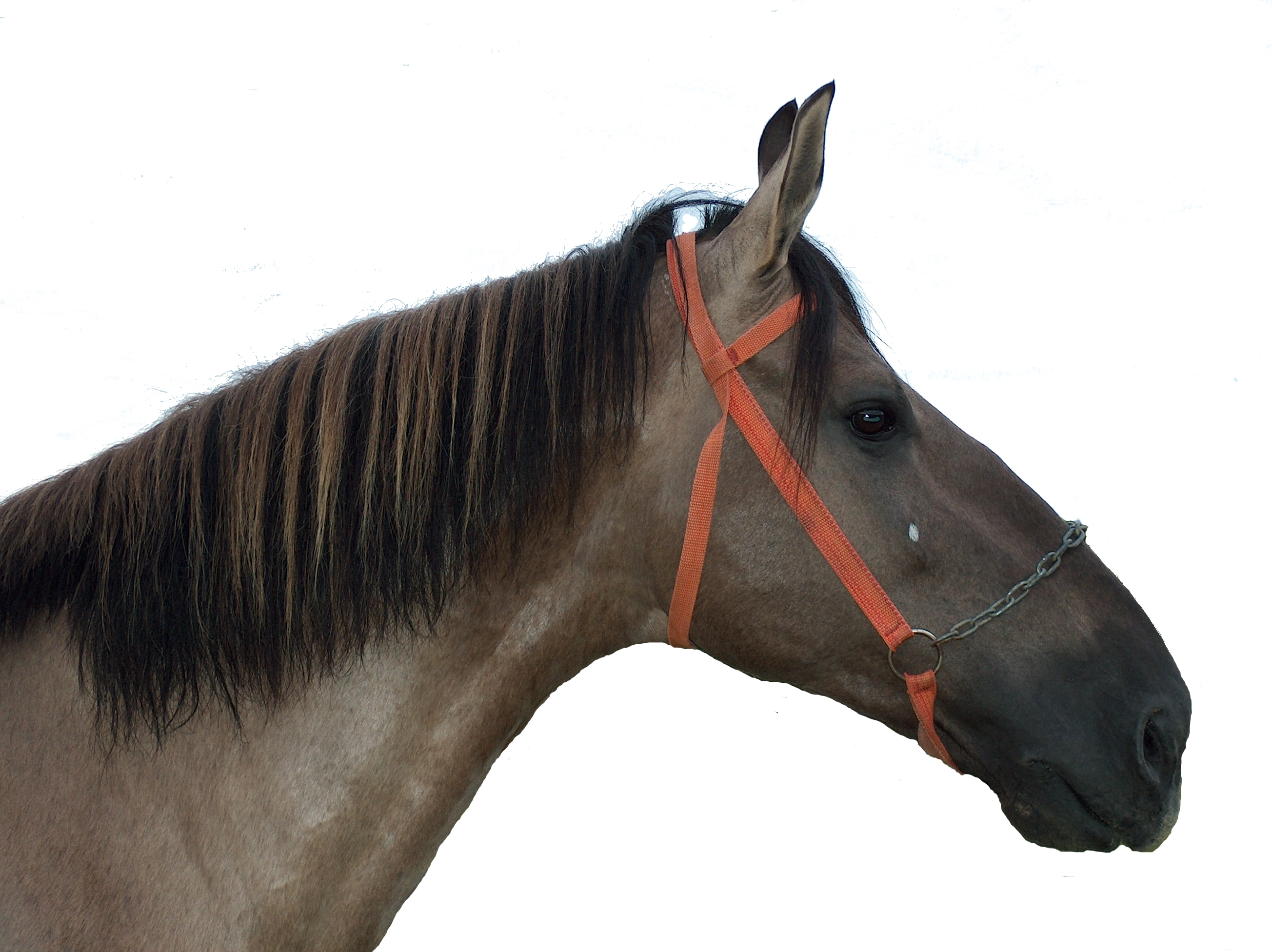
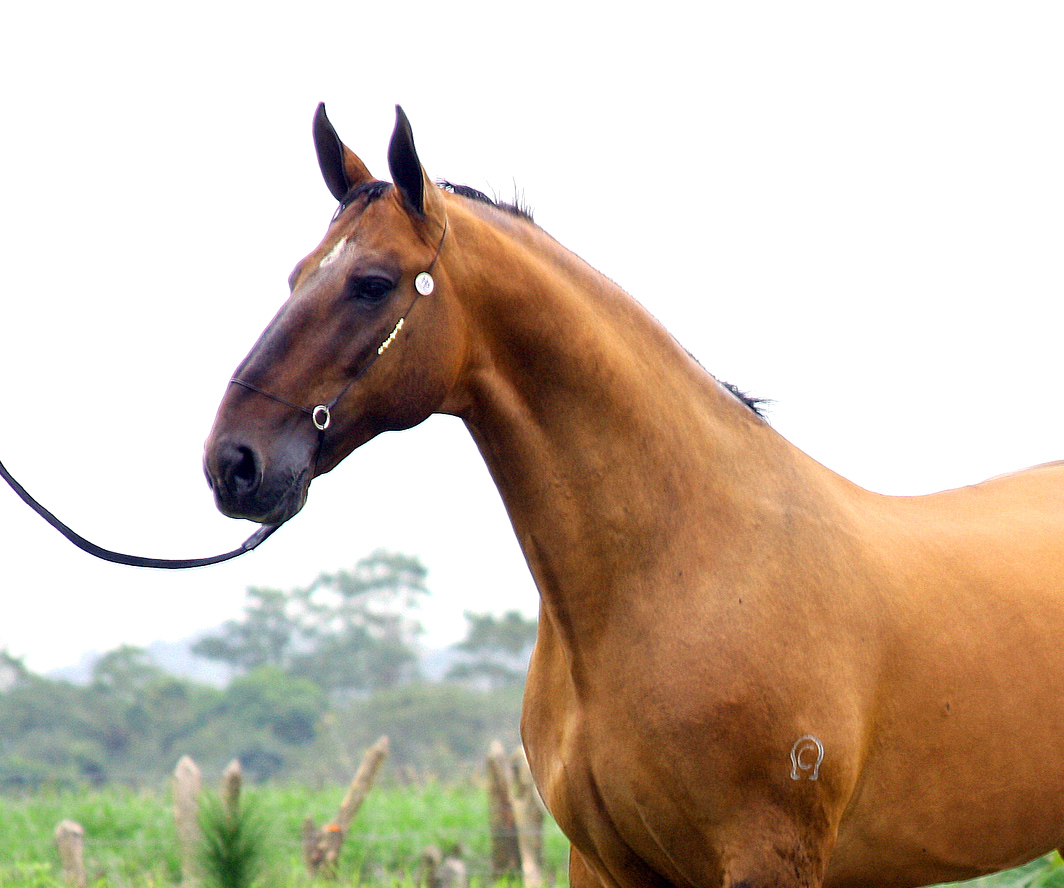